# کاپولی (هاوایی)
کاپولی (به انگلیسی: Kapolei) یک منطقهٔ مسکونی در ایالات متحده آمریکا است که در شهرستان هونولولو، هاوایی واقع شده‌است. کاپولی ۱۰٫۷ کیلومتر مربع مساحت و ۱۵٬۱۸۶ نفر جمعیت دارد و ۱۵٫۵۴ متر بالاتر از سطح دریا واقع شده‌است.